# 橘良芸子
橘 良芸子（たちばな の おきこ、生没年不詳）は、平安時代の女性。
橘忠範の妻である「式部のおもと」は良芸子の妹。弁の命婦、宮の内侍とも。源経房の妻とする説もある。

## 略歴
もとは東三条院（藤原詮子）の女房で、長保2年（1000年）2月25日の立后時より中宮彰子の掌侍を兼任した。
紫式部は『紫式部日記』の中で「姿格好、とても堂々としていて、現代的な容姿でとりたてて素敵とは見えないが、とても清楚である」と評している。